# Fernando García Cadiñanos
Fernando García Cadiñanos (Burgos, 7 maggio 1968) è un vescovo cattolico spagnolo, dal 1º luglio 2021 vescovo di Mondoñedo-Ferrol.

## Biografia
Fernando García Cadiñanos è nato a Burgos il 7 maggio 1968 ed il più giovane figlio di una numerosa famiglia operaia.

### Formazione e ministero sacerdotale
Ha frequentato il Colegio del Círculo Católico di Burgos e poi è entrato nel seminario minore della stessa città. Ha proseguito gli studi nel seminario maggiore, studiando teologia presso la sede di Burgos della Facoltà di teologia della Spagna settentrionale dove ha conseguito il baccalaureato in teologia e, successivamente, la licenza in teologia dogmatica.
Il 26 giugno 1993 è stato ordinato presbitero per l'arcidiocesi di Burgos nella chiesa del Carmelo di Burgos. In seguito è stato vicario parrocchiale della parrocchia di Santa Caterina a Aranda de Duero dal 1993 al 1997 e delegato diocesano per la pastorale del lavoro dal 1995 al 1997. Nel 1997 è stato inviato a Roma per studi. Ha preso residenza nel Pontificio Collegio Spagnolo di San Giuseppe. Nel 1999 ha seguito un corso di archeologia cristiana presso il Pontificio Istituto di Archeologia Cristiana. Nel 2000 ha conseguito il dottorato in scienze sociali con specializzazione in dottrina sociale ed etica presso la Pontificia Università Gregoriana. Tornato in patria è stato parroco della parrocchia dell'Assunzione di Nostra Signora a Solarana e di altre nove parrocchie rurali dal 2000 al 2014; fondatore e segretario del dipartimento diocesano di formazione sociopolitica alla fede dal 2000 al 2010; parroco della parrocchia dell'Assunzione di Nostra Signora a Villalmanzo dal 2004 al 2014; arciprete di Arlanza dal 2005 al 2014; parroco della parrocchia di Nostra Signora delle Nevi a Burgos dal 2014 al 2016; delegato diocesano per la Caritas dal 2015 e vicario generale e moderatore della curia dal 2016. È stato anche segretario del consiglio presbiterale dal 2005 al 2014.
Agli incarichi pastorali ha affiancato l'attività di docenza presso la sede di Burgos della Facoltà di teologia della Spagna del Nord. Ha tenuto il corso di teologia morale sociale del corso di baccalaureato in teologia, il corso di moralità sociale nell'Istituto di Scienze Religiose e il corso monografico di dottrina sociale della Chiesa. Inoltre è stato coordinatore della cattedra Francisco de Vitoria, il seminario di dottrina sociale della Chiesa, e uno dei direttori del corso Miradas de la Catedral in occasione del suo VIII centenario. È stato anche docente del corso di giustizia e dottrina sociale presso la scuola estiva di Cáritas Española.
Ha partecipato a numerosi convegni, congressi e corsi di formazione sull'attività della Caritas, sulla dottrina sociale della Chiesa, sulla carità e sul pensiero di papa Francesco. Ha pubblicato diversi articoli su questi temi in diversi dizionari e riviste specializzate.

### Ministero episcopale
Il 1º luglio 2021 papa Francesco lo ha nominato vescovo di Mondoñedo-Ferrol. Ha ricevuto l'ordinazione episcopale il 4 settembre successivo nella cattedrale dell'Assunzione di Maria Vergine a Mondoñedo dall'arcivescovo metropolita di Santiago di Compostela Julián Barrio Barrio, co-consacranti l'arcivescovo Bernardito Cleopas Auza, nunzio apostolico in Spagna e Andorra, e l'arcivescovo emerito di Burgos Fidel Herráez Vegas. Durante la stessa celebrazione ha preso possesso della diocesi. Il giorno successivo è entrato solennemente nella concattedrale di San Giuliano a Ferrol.
In seno alla Conferenza episcopale spagnola è presidente della sottocommissione per le migrazioni e la mobilità umana dal marzo del 2024. In precedenza è stato membro della commissione per la pastorale sociale e la promozione umana dal 2021 al 2024.

## Opere[1]
- Fernando García Cadiñanos, Cuestiones Sociales. Plan de Formación para laicos de la Diócesis de Burgos, Burgos, 1998.
- Fernando García Cadiñanos, Juventud en el Arlanza, Lerma, 2001.
- Fernando García Cadiñanos, Pastoral obrera y parroquia, in Pastoral Obrera y Parroquia. Propuesta de Avance, Madrid, Comisión Episcopal de Apostolado Seglar, 2002,  pp. 7-21.
- Fernando García Cadiñanos, Toma de conciencia ante una realidad ya conocida, Burgos, 2005.
- Fernando García Cadiñanos, Voci: Caridad política, Cáritas, Doctrina Social de la Iglesia, Ecología, Pastoral Obrera, Pastoral de sectores y ambientes, Pastoral Penitenciaria, Paz, Presencia Pública, Revisión de vida, Solidaridad e Utopía, in Roberto Calvo Pérez (a cura di), Diccionario del Animador Pastoral, Burgos, Monte Carmelo, 2005, ISBN 9788472399280.
- Fernando García Cadiñanos, Doctrina Social de la Iglesia, in Diccionario del Sacerdocio, Madrid, Biblioteca de autores cristianos, 2005,  pp. 223-230, ISBN 9788479147600.
- Fernando García Cadiñanos, La solidaridad, fermento de vida social, in Almogaren, n. 40, 2007,  pp. 63-86.
- Fernando García Cadiñanos, Crisis económica, crisis de valores, in Lumen, n. 58, 2009,  pp. 587-593.
- Fernando García Cadiñanos, Una aproximación a Caritas in Veritate, in Burgense, n. 51, 2010,  pp. 505-523.
- Fernando García Cadiñanos, Voci: El consumo, el ocio el placer; La doctrina social de la Iglesia, la verdad de la persona en la sociedad; La política, la nobleza del servicio público; La economía, al servicio de las necesidades humanas; El trabajo, ámbito de humanización; El desarrollo y el progreso de todo el hombre y de todos los hombres; La empresa, comunidad de personas; La propiedad en el destino universal de los bienes e Documentos magisteriales sobre la moral social, in E. Bueno y R. Calvo (a cura di), ¡Abba! Enciclopedia del cristianismo contemporáneo en España y Latinoamérica, Burgos, Editorial Monte Carmelo, 2011, ISBN 9788483533826.
- Fernando García Cadiñanos, ¿Nos afecta la crisis? ¿Dónde y cómo?, in Confer Burgos (a cura di), La crisis actual. Repercusiones en la Vida Consagrada, Burgos, 2011,  pp. 43-62.
- Fernando García Cadiñanos, El pensamiento social cristiano y su aportación ante el trabajo, in Lumen, n. 61, 2012,  pp. 231-248.
- Fernando García Cadiñanos, Memoria para el camino: La caridad en la vida y misión de la Iglesia, in XXX Encuentro de Arciprestes, Valladolid, 2012,  pp. 7-12.
- Fernando García Cadiñanos, El derecho al trabajo en la Doctrina Social de la Iglesia, in Lumen, LXII, 2013,  pp. 373-388.
- Fernando García Cadiñanos, Releyendo Pacem in Terris, in Corintios XIII, n. 148, 2013,  pp. 65-79.
- Fernando García Cadiñanos, Un proyecto apasionante de misión, in Misiones Extranjeras 260-261, n. 260-261, 2014,  pp. 333-354.
- Fernando García Cadiñanos, «Evangelii Gaudium»: una Iglesia pobres y para los pobres, in Salmanticensis, n. 61, 2014,  pp. 471-495.
- Fernando García Cadiñanos, La familia en Cáritas, in Orar, n. 25, 2015,  pp. 38-40.
- Fernando García Cadiñanos, Un proyecto apasionante de misión, in 67 Semana Española de Misionología, Saliendo a las periferias (desde la Evangelii Gaudium), Burgos, 2014,  pp. 199-233.
- Fernando García Cadiñanos, El hermano Rafael es un místico, in Boletín San Rafael Arnáiz, n. 184, 2016,  pp. 3-7.
- Fernando García Cadiñanos, La visión humanista de la economía en el Papa Francisco, in Burgense, n. 59, 2018,  pp. 387-413.
- Fernando García Cadiñanos, La libertad religiosa como tarea de la doctrina social de la Iglesia.

## Genealogia episcopale
La genealogia episcopale è:
- Cardinale Scipione Rebiba
- Cardinale Giulio Antonio Santori
- Cardinale Girolamo Bernerio, O.P.
- Arcivescovo Galeazzo Sanvitale
- Cardinale Ludovico Ludovisi
- Cardinale Luigi Caetani
- Cardinale Ulderico Carpegna
- Cardinale Paluzzo Paluzzi Altieri degli Albertoni
- Papa Benedetto XIII
- Papa Benedetto XIV
- Papa Clemente XIII
- Cardinale Marcantonio Colonna
- Cardinale Giacinto Sigismondo Gerdil, B.
- Cardinale Giulio Maria della Somaglia
- Cardinale Carlo Odescalchi, S.I.
- Cardinale Costantino Patrizi Naro
- Cardinale Serafino Vannutelli
- Cardinale Domenico Serafini, Cong.Subl. O.S.B.
- Cardinale Pietro Fumasoni Biondi
- Cardinale Antonio Riberi
- Cardinale Ángel Suquía Goicoechea
- Cardinale Antonio María Rouco Varela
- Arcivescovo Julián Barrio Barrio
- Vescovo Fernando García Cadiñanos